# برساء
البرساء (الاسم العلمي: Persea) هي جنس من النباتات يتبع الفصيلة الغارية من رتبة الغاريات. ولهذا الجنس أسماء أخرى: أهُوكاتيَّة، أبُوكاتيَّة، أبُوكَادُو، أبُوكَة.

## أنواع البرساء
- برساء أمريكية
- برساء الهيمالايا
- برساء إجاصية الأوراق
- برساء إسفينية
- برساء إكمانية
- برساء أريجية
- برساء أليفة الرمال
- برساء باهتة
- برساء برودية
- برساء بنثامية
- برساء بورتوريكية
- برساء بيروفية
- برساء بيضاء
- برساء بيضاء الزهر
- برساء بيضاء ناصعة
- برساء بيضاوية
- برساء بييرية
- برساء ترولية
- برساء ثنائي الحجيرة
- برساء جرداء
- برساء جلدية
- برساء جميلة
- برساء جنوبية
- برساء جوليانية
- برساء حرجية
- برساء حريرية
- برساء داكنة
- برساء دقيقة الأزهار
- برساء دقيقة الأوراق
- برساء دومينيكانية
- برساء ذهبية
- برساء ذهبية الأزهار
- برساء رباطية
- برساء رمادية
- برساء رمادية زرقاء
- برساء زرقاء
- برساء زغبية
- برساء زيتونية الأوراق
- برساء سبخية
- برساء سخامية
- برساء سكيمية
- برساء سنانية
- برساء سوداء الأوراق
- برساء سويقية
- برساء شاحبة
- برساء شاذة
- برساء شامسوانية
- برساء شبه حزيمية
- برساء شبه قلبية
- برساء شجيرية
- برساء شديدة الرائحة
- برساء صدئة
- برساء صدئية
- برساء صغيرة الأزهار
- برساء صغيرة الأوراق
- برساء صغيرة الثمار
- برساء صلبة
- برساء طويلة الساق
- برساء عالية
- برساء عامودية
- برساء عنقودية
- برساء غامضة
- برساء غبساء
- برساء فضية
- برساء قرفية
- برساء قرنفلية
- برساء قصيرة
- برساء قصيرة الساق
- برساء قلبية
- برساء قنابية
- برساء كارولينية
- برساء كبيرة
- برساء كبيرة الأزهار
- برساء كبيرة الثمار
- برساء كبيرة الزهر
- برساء كثة الزغب
- برساء كروية الثمار
- برساء كلاركانية
- برساء كنارية
- برساء كهرمانية
- برساء كوبية
- برساء لاطئة
- برساء لامعة
- برساء ماغوايرية
- برساء مبرغلة
- برساء مبكرة النضج
- برساء مبيضة
- برساء متهدلة
- برساء مخططة
- برساء مخملية
- برساء مزدحمة
- برساء معنقة
- برساء مفلطحة الأوراق
- برساء منتفخة
- برساء منتنة
- برساء منثية
- برساء منحنية
- برساء منفتحة
- برساء ناعمة الأوراق
- برساء نشطة
- برساء نقطية
- برساء نهرية
- برساء هامشية
- برساء هشة الأزهار
- برساء هندية
- برساء هندية مزيفة
- برساء واليشية
- برساء وريدية